# Nematocampa limbata
Nematocampa limbata är en fjärilsart som beskrevs av Adrian Hardy Haworth 1829. Nematocampa limbata ingår i släktet Nematocampa och familjen mätare. Inga underarter finns listade i Catalogue of Life.